# Hermiswil
Hermiswil là một đô thị ở huyện Wangen bang Bern ở Thụy Sĩ. Đô thị này có diện tích 1,1 km², dân số năm 2005 là 110 người.